# تجارب إنتاج الطاقة والمياه

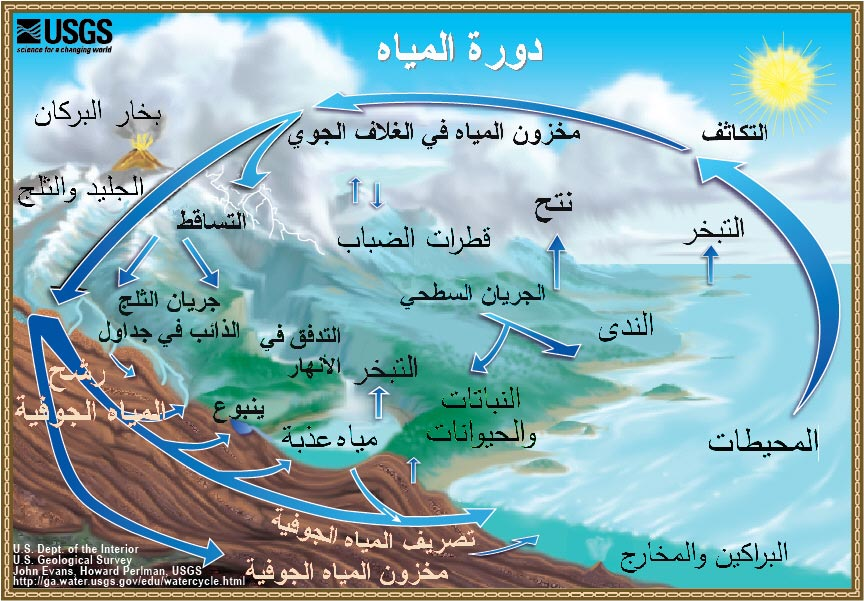
صورة توضح دورة المياه

هو برنامج بحثي للبرنامج العالمي لبحوث المناخ يهدف إلى مراقبة وفهم ونموذج دورة المياه في الأرض، وتلاحظ التجربة أيضا مقدار الطاقة التي تتلقاها الأرض، وتدرس كم من هذه الطاقة تصل إلى أسطح الأرض وكيف تتحول هذه الطاقة، تبخر طاقة ضوء الشمس المياه لإنتاج الغيوم والمطر، وتجف كتل الأرض بعد المطر. يصبح المطر الذي يصب على الأرض التي يمكن استخدامها من قبل الناس للعمليات الزراعية وغيرها.

تبخر طاقة أشعة الشمس المياه لتعطي الغيوم والمطر، وتجفف المساحات الأرضية بعد سقوط المطر؛ يصبح المطر الهاطل على الأرض الرصيد المائي الذي يمكن للناس استخدامه في الزراعة وغيرها من العمليات.
مشروع جيويكس عبارة عن تعاون بين باحثين من أرجاء العالم لإيجاد طرائق أفضل لدراسة دورة الماء وكيف تنقل الطاقة عبر الغلاف الجوي. إن كان مناخ الأرض متطابقًا من عام لعام آخر، فيمكن للناس التنبؤ متى تزرع المحاصيل وأين تزرع وما يزرع؛ لكن عدم الاستقرار الذي تسببه التغيرات الشمسية واتجاهات الطقس والأحداث الاضطرابية تنتج طقسًا لا يمكن التنبؤ به على مقاييس فصلية. ومن خلال نماذج الطقس كحالات الجفاف والهطول المطري المرتفع، تؤثر هذه الدورات على الأنظمة البيئية والنشاطات البشرية.
مشروع جيويكس مصمم لجمع كمية أكبر من البيانات، والنظر فيما إذا كان يمكن لنماذج أفضل من هذه البيانات التنبؤ بالطقس والتغير المناخي نحو المستقبل.

## هيكليات المشروع
ينظم مشروع جيويكس بعدة بنى؛ كانت المشاريع منظمة عن طريق فروع مشاركة، ويؤدي هذه المهمة الآن مكتب مشروع جيويكس الدولي IGPO (إيجبو). يشرف إيجبو على المبادرات الرئيسية وينسق بين المشاريع الوطنية في مسعى لتحقيق التواصل بين الباحثين. ويدعم إيجبو تبادل الاتصالات بين 2000 عالم، ويعد وسيلة لنشر التقارير المهمة.
تنظم مجموعة التوجيه العلمي المشاريع وتعين برامج لها، وتشرف على تقدم العمل وتقديم النقد. يعد مشروع مراقبة الطاقة ودورة الماء المنسق سيوب CEOP أو «مشروع الهدرولوجيا» أداة أساسية في جيويكس.
يضم هذا البرنامج مناطق دراسة جغرافية كمشروع التنبؤ المناخي للأمريكيتين الذي تديره إدارة المحيطات والغلاف الجوي الوطنية، ويدرس أيضا عدة أنواع من المناطق المناخية (مثل المناطق المرتفعة وشبه الجافة). ومن البرامج الأخرى برنامج جيويكس للإشعاع، والذي يشرف على عمليات الرصد بالأقمار الصناعية والمراصد الأرضية لتقدير تدفقات المياه والطاقة بشكل أفضل. ومن آخر نتائج برنامج جيويكس للإشعاع كان تقييم بيانات عن الهطول المطري للخمس وعشرين سنة الأخيرة، وحدد أن معدل الهطول اليومي العالمي 2.61 ملم مع تغيرات إحصائية طفيفة. وفي حين أن فترة الدراسة قصيرة، فبعد 25 سنة من القياس بدأت الاتجاهات الإقليمية بالظهور. يأخذ مشروع جيويكس للنمذجة والتنبؤ النماذج الحالية ويحلل النماذج عندما تحدث ظواهر مناخية قاهرة (مثل الاحترار العالمي). ويعد جيويكس الآن المشروع الرئيسي في برنامج أبحاث المناخ العالمي.

## الأهداف والتصميم
يتطلب التنبؤ بالتغير المناخي بيانات دقيقة تجمع عبر عدة سنوات، وتطبيقًا للنماذج. كان المتوقع أن يعمل مشروع جيويكس على رصد رصيد الإشعاع الأرضي والغيوم، والعديد من التقنيات التي وجدت قبله كانت محدودة بعمليات رصد أخذت من مناطق مأهولة وغير مأهولة من الأرض، وفي ذلك تجاهل لجزء كبير من الطقس الذي يحدث فوق المحيطات والمناطق غير المأهولة، فالبيانات من هذه المناطق شحيحة. وبما أن الأقمار الصناعية التي تدور حول الأرض تغطي مناطق كبيرة في إطارات زمنية صغيرة، يمكنها أن تقدر المناخ بشكل أفضل، إذ لا تؤخذ القياسات بشكل متكرر. أطلق برنامج أبحاث المناخ العالمي مشروع جيويكس للاستفادة من الأقمار الصناعية البيئية كقمر TRMM، لكنه الآن يستخدم معلومات من أقمار أحدث إلى جانب ماتجمعه أدوات أرضية مثل BSRN. يمكن ان تستخدم هذه الأدوات الأرضية للتحقق من صحة المعلومات التي تؤخذ من الأقمار الصناعية. يدرس مشروع جيويكس التغيرات الإقليمية طويلة الأمد في المناخ، بهدف التنبؤ بنماذج الطقس الموسمية المهمة والتغيرات المناخية التي تحدث خلال عدة سنوات.

## الإشعاع والرطوبة والرذاذ العالق في الهواء

### ضوء الشمس والمطر
تتكون الأرض من مواد مختلفة، بما فيها الماء الذي يمتص ويصدر الطاقة في الفضاء. ولو لم تكن الأرض تدور حول نجم لكان الماء قد تجمد، وكان الترسيب أقل، لأن معدل التبخر منخفض جدًا. ولو كانت الأرض خالية من الماء، لارتفعت حرارتها جدًا في النهار، وبردت بسرعة أكبر خلال الليل. لهذا يعدل الماء الطاقة الحرارية عن طريق الانتقال بين أطوار الجليد والماء السائل والبخار، وعندما تطبق حرارة عليه، يصبح الجليد ماء والماء يصبح بخارًا، ممتصًا الطاقة الحرارية. وعندما يتعرض للبرودة، يتكاثف البخار إلى ماء ويتجمد الماء ليصبح جليدًا محررًا الحرارة. وفي حين أن هذه أمثلة بسيطة؛ ينتج هطول المطر من مجموعة معقدة من العمليات، فعندما يصطدم ضوء الشمس بالمحيط يحول الماء السائل إلى الحالة الغازية بمعدل يعتمد على درجة حرارة سطح الماء والرطوبة والرياح والضغط. وعند التوازن، يصل الماء إلى رطوبة 100% وخلال النهار ترتفع الحرارة مما يسمح للمزيد من الرطوبة بالتجمع في الهواء. وفي الليل تنخفض الحرارة ويميل الماء لتشكيل غيوم، وغالبًا ما يؤدي إلى الضباب الأرضي في المناطق الساحلية.
وعند رطوبة 100% يؤدي أي فقد من الطاقة المشعة من الماء إلى تكثف البخار على شكل ماء. ويمكن للدوران والحمل نقل الهواء الرطب إلى أعلى عمود الهواء، وهذا غالبًا يبرد الهواء الرطب. وبسبب ازدياد كثافة القطرات في الغيوم، لا يستطيع الهواء حمل القطرات وتسقط على شكل مطر. ويمكن تصاعد المزيد من الهواء الرطب إلى الغيوم مع تحرر الطاقة، ما يسمح بظهور عواصف رعدية كبيرة. وتعد الرياح السائدة عاملًا في تشكيل العواصف، وخصوصًا عند حدوث التغيرات. يمكن للموجات الاستوائية التي تتطور في التدفقات الهوائية الغربية حول المنطقة شبه الاستوائية والاستوائية للأرض أن تنتظم على شكل دوائر أفقية فوق الماء مشكلة زوبعة.
الزوبعة نظام نقل طاقة نمطي، تجمع البخار من الماء الدافئ وتحركه بسرعة للأعلى محررة الطاقة في الهواء، وهذا يسبب خاصية الحزام المطري. والطاقة المتحررة عالية جدًا، ما يسمح بنشوء رياح عاصفة تجعل سطح الماء يضطرب، ما يزيد تحرر البخار ويزيد المعدل الذي تنسحب فيه الرطوبة إلى المركز، وتنخفض حرارة الماء تحت العاصفة. تبرهن الزوابع كميات الطاقة الكامنة المخزنة في محيطات العالم.